# Hattiesburg
Hattiesburg ist eine Stadt (City) und Sitz der Countyverwaltung (County Seat) im Forrest County im US-Bundesstaat Mississippi. Ein Teil der Stadt liegt im Lamar County. Das U.S. Census Bureau hat bei der Volkszählung 2020 eine Einwohnerzahl von 48.730 ermittelt. Hattiesburg ist damit die fünftgrößte im Bundesstaat.
Der Ort an der Kreuzung von Interstate 59 und U.S. Highway 49 beherbergt neben der University of Southern Mississippi das Luftfahrtmuseum Mississippi Armed Forces Museum.
Hattiesburg als Verwaltungssitz des nach dem Ku-Klux-Klan-Anführers Nathan Bedford Forrest benannten Countys war 1966 auch Schauplatz eines Anschlags der White Knights of the Ku Klux Klan.
Am 10. Februar 2013 wütete hier ein Tornado. Südlich der Stadt liegt der De Soto National Forest.

## Persönlichkeiten
- Paul B. Johnson senior (1880–1943), Politiker
- Martin Sennett Conner (1891–1950), Politiker
- Vernon Dahmer (1908–1966), Bürgerrechtler
- Henry Winston (1911–1986), Politiker
- Jimmy Swan (1912–1994), Country-Musiker
- John Davis (1913–1985), Blues-Musiker
- Dorothy Dell (1915–1934), Schauspielerin und Sängerin
- Paul B. Johnson junior (1916–1985), Politiker
- Albert E. Milloy (1921–2012), Generalmajor der United States Army
- Sidney Bryan Berry (1926–2013), Generalleutnant der United States Army
- Bobby Bryant (1934–1998), Trompeter
- Van Dyke Parks (* 1943), Schauspieler
- Barbara Ferrell (* 1947), Sprinterin
- Eddie Hodges (* 1947), Sänger
- Carolyn Haines (* 1953), Autorin
- Tim Floyd (* 1954), Basketballtrainer
- Webb Wilder (* 1954), Musiker
- Bob Dudley (* 1955), Wirtschaftsmanager
- Fred Armisen (* 1966), Komiker
- Shelby Cannon (* 1966), Tennisspieler
- Danny Manning (* 1966), Basketballer
- Miles Doleac (* 1975), Schauspieler, Drehbuchautor, Filmproduzent und Filmregisseur
- Todd Grisham (* 1976), Sportjournalist
- Taylor Spreitler (* 1993), Schauspielerin